# Ingo Hertzsch
Ingo Hertzsch (ur. 22 lipca 1977 w Meerane) – niemiecki piłkarz występujący na pozycji napastnika.

## Kariera klubowa
Hertzsch jako junior grał w klubach Callenberger SV oraz Chemnitzer FC. W 1997 roku trafił do Hamburgera SV. W Bundeslidze zadebiutował 21 grudnia 1997 w przegranym 0:1 meczu z Hansą Rostock. 6 września 2000 w wygranym 2:1 spotkaniu z Werderem Brema strzelił pierwszego gola w trakcie gry w Bundeslidze. W HSV przez sześć sezonów rozegrał 151 ligowych spotkań i zdobył jedną bramkę.
Latem 2003 roku podpisał kontrakt z innym pierwszoligowym zespołem - Bayerem 04 Leverkusen. Pierwszy ligowy mecz zaliczył w jego barwach 13 września 2003 przeciwko Hamburgerowi SV (1:0). W Bayerze spędził pół roku. W tym czasie zagrał tam w 3 ligowych meczach.
W styczniu 2004 odszedł do również pierwszoligowego Eintrachtu Frankfurt. Zadebiutował tam 31 stycznia 2004 w zremisowanym 1:1 ligowym pojedynku z Bayernem Monachium. Po zakończeniu sezonu 2003/2004 został graczem 1. FC Kaiserslautern, grającego w Bundeslidze. Tam grał przez dwa sezony. Rozegrał tam 58 ligowych spotkań. Po spadku z zespołem do 2. Bundesligi w sezonie 2005/2006, odszedł do drugoligowego FC Augsburg. W ciągu trzech lat zanotował tam 70 meczów i strzelił jednego gola.
W 2009 roku przeszedł do amatorskiego RB Leipzig.

## Kariera reprezentacyjna
Hertzsch rozegrał dwa spotkania w reprezentacji Niemiec. Zadebiutował w niej 15 listopada 2000 w przegranym 1:2 towarzyskim meczu z Danią. Po raz drugi w drużynie narodowej wystąpił 21 sierpnia 2002 w zremisowanym 2:2 towarzyskim spotkaniu w Bułgarią.